# Copa Final Four de Voleibol de 2010
A Copa Final Four de Voleibol de 2010 foi a terceira edição do torneio, tendo como sede a cidade de Tluzta Gutiérrez, México.  As equipes classificadas foram Peru e Argentina da zona sul-americana e República Dominicana e México da zona NORCECA. Embora não tenha ficado entre as duas melhores seleções da sua confederação, o México garatiu vaga na competição por ser sede. A República Dominicana sagrou-se campeã derrotando o Peru na final.

## Equipes Participantes
| | | | |
| Peru Zoila La Rosa Elena Keldibekova Patricia Soto Angélica Aquino Jessenia Uceda Moy Milagros Karla Ortiz Paola García Julissa Zamudio Clarivett Yllescas Leyla Chihuan Vanessa Palacios Técnico: Cheol Yong Kim | Argentina Antonella Bortolozzi Clarisa Sargadia Lucia Fresco Aylin Pereyra Emilse Sosa Natalia Aispurna Josefina Fernandez Lucia Gaido Maria Julia Benet Florencia Busquets Antonela Curatola Tania Acosta Técnico: Horacio Bastit | República Dominicana Brenda Castillo Dahiana Burgos Niverka Marte Annerys Vargas Ana Yorkira Binet Cándida Arias Milagros Cabral de la Cruz Jeoselyna Rodriguez Bethania De la Cruz Lisvel Eve Mejía Marianne Fersola Norberto Karla Echenique Prisilla Rivera Gina Mambrú Técnico: Marcos Kwiek | México Valeria Hernandez Kaomi Solis Maria Yessenia Celedon Yazmin Hernandez Carolina Alvarado Grabriela Zazueta Seomara Sainz Ruth Duran Grecia Rivera Alejandra Isiordia Carrillo Jocelin Urias Castro Angela Pressey Técnico: Alfredo Bemal |

| Data  | Hora  | Jogo            | Jogo | Jogo            | Parciais | Parciais | Parciais | Parciais | Parciais |
| Data  | Hora  | Jogo            | Jogo | Jogo            | 1        | 2        | 3        | 4        | 5        |
| ----- | ----- | --------------- | ---- | --------------- | -------- | -------- | -------- | -------- | -------- |
| 21/09 | 18:00 | Rep. Dominicana | 0-3  | Peru            | 18-25    | 14-25    | 15-25    | -        | -        |
| 21/09 | 20:00 | México          | 0-3  | Argentina       | 10-25    | 10-25    | 21-25    | -        | -        |
| 22/09 | 18:00 | Argentina       | 1-3  | Rep. Dominicana | 23-25    | 27-25    | 22-25    | 25-27    | -        |
| 22/09 | 20:00 | Peru            | 3-0  | México          | 25-12    | 25-16    | 25-7     | -        | -        |
| 23/09 | 18:00 | Argentina       | 1-3  | Peru            | 28-26    | 16-25    | 14-25    | 21-25    | -        |
| 23/09 | 20:00 | Rep. Dominicana | 3-0  | México          | 25-18    | 25-15    | 25-8     | -        | -        |

| Pos | Equipe               | Pts | J | V | D | PP  | PC  | PA    | SP | SC | SA    |
| --- | -------------------- | --- | - | - | - | --- | --- | ----- | -- | -- | ----- |
| 1   | Peru                 | 6   | 3 | 3 | 0 | 251 | 161 | 1.559 | 9  | 1  | 9.000 |
| 2   | República Dominicana | 5   | 3 | 2 | 1 | 224 | 213 | 1.052 | 6  | 4  | 1.500 |
| 3   | Argentina            | 4   | 3 | 1 | 2 | 251 | 244 | 1.029 | 5  | 6  | 0,833 |
| 4   | México               | 3   | 3 | 0 | 3 | 116 | 225 | 0,695 | 0  | 9  | 0.000 |

| Data  | Hora  | Jogo            | Jogo | Jogo      | Parciais | Parciais | Parciais | Parciais | Parciais |
| Data  | Hora  | Jogo            | Jogo | Jogo      | 1        | 2        | 3        | 4        | 5        |
| ----- | ----- | --------------- | ---- | --------- | -------- | -------- | -------- | -------- | -------- |
| 24/09 | 18:00 | Rep. Dominicana | 3-0  | Argentina | 25-23    | 25-12    | 25-19    | -        | -        |
| 24/09 | 20:00 | Peru            | 3-0  | México    | 25-13    | 25-10    | 25-15    | -        | -        |

| Data  | Hora  | Jogo      | Jogo | Jogo   | Parciais | Parciais | Parciais | Parciais | Parciais |
| Data  | Hora  | Jogo      | Jogo | Jogo   | 1        | 2        | 3        | 4        | 5        |
| ----- | ----- | --------- | ---- | ------ | -------- | -------- | -------- | -------- | -------- |
| 25/09 | 18:00 | Argentina | 3-0  | México | 25-10    | 25-15    | 25-11    | -        | -        |

| Data  | Hora  | Jogo            | Jogo | Jogo | Parciais | Parciais | Parciais | Parciais | Parciais |
| Data  | Hora  | Jogo            | Jogo | Jogo | 1        | 2        | 3        | 4        | 5        |
| ----- | ----- | --------------- | ---- | ---- | -------- | -------- | -------- | -------- | -------- |
| 25/09 | 18:00 | Rep. Dominicana | 3-2  | Peru | 16-25    | 25-23    | 25-23    | 22-25    | 15-12    |

| #      | Equipe               |
| ------ | -------------------- |
| Gold   | República Dominicana |
| Silver | Peru                 |
| Bronze | Argentina            |
| 4.     | México               |

| MVP (Most Valuable Player) | República Dominicana | Dahiana Burgos.   |
| Melhor atacante            | Peru                 | Jessenia Uceda    |
| Melhor bloqueio            | Peru                 | Leyla Chihuan     |
| Melhor saque               | Peru                 | Elena Keldibekova |
| Melhor líbero              | República Dominicana | Brenda Castillo   |
| Melhor levantadora         | Peru                 | Elena Keldibekova |
| Melhor recepção            | Peru                 | Vanessa Palacios  |
| Melhor defesa              | República Dominicana | Brenda Castillo   |
| Maior pontuadora           | República Dominicana | Dahiana Burgos    |